# ボート・シュトラウス
ボート・シュトラウス（Botho Strauß、1944年12月2日 - ）は、ドイツの劇作家、小説家、エッセイスト、ジャーナリスト。

## 概要
ザクセン＝アンハルト州ナウムブルクに生まれた。ケルン、ミュンヘンなどの大学でドイツ文学、社会学、演劇史などを学ぶも、中退して1967年から1970年まで演劇雑誌『テアター・ホイテ』でジャーナリストとして活動した。
1970年よりベルリンのベルリン・シャウビューネ劇場のドラマトゥルクとして多数の舞台を手がけた。1972年に最初の戯曲『ヒポコンデリーの人々』を発表、マルツェル・ライヒ＝ラニツキら批評家から認められ、第二作『知った顔、乱れる気持ち』でハノーファー劇作賞を受賞。
以後は『再開の三部作』、『老若男女』、『公園』など、若者の喪失感や現代的な不安を巧みに描き出す作品を次々と手がけ、現代ドイツを代表する劇作家の地位を確立した。1974年には『若い男』で小説家としてもデビュー、また詩集のほか科学・哲学的な問題と向き合ったエッセイも多数発表している。1993年にシュピーゲル紙に発表されたエッセイの『高鳴りゆく山羊の歌』では、ネオナチによる暴力事件が頻発する時勢のなかであえて右傾的立場を明確に表して、世間に議論を呼んだ。

## 日本語訳
- 『始まりの喪失―点と線に関する省察』（青木隆嘉訳、法政大学出版局、1996年4月）エッセイ
- 『住む まどろむ 嘘をつく』（日中鎮朗訳、法政大学出版局、1998年7月）エッセイ
- 『マルレーネの姉』（藤井啓司訳、同学社、2004年8月）小説
- 『公園』（寺尾格訳、論創社、2006年8月）戯曲
- 『終合唱」（初見基訳、論創社、2007年3月）戯曲